# Aeroporto Internacional de Taiwan Taoyuan
O Aeroporto Internacional Taiwan Taoyuan é um aeroporto internacional situado em Taoyuan, Taiwan, perto da capital Taipé. É um dos três aeroportos do país com voos internacionais diários, sendo de longe aquele que mais tráfego opera. Serve de sede para as companhias aéreas China Airlines e EVA Air, ambas usando o aeroporto como um dos seus principais hubs. Quando o aeroporto abriu em 1979, ele era conhecido como Aeroporto Internacional Chiang Kai-shek (chinês tradicional: 中正國際機場; chinês simplificado: 中正国际机场; pinyin hanyan: Zhōngzhèng Gúojì Jīchǎng; pinyin tongyong: Jhongjhèng Gúojì Jichǎng), até à mudança de nome em 2006.
O Aeroporto Internacional Taiwan Taoyuan é um dos dois aeroportos que servem o norte de Taiwan, incluindo a capital. O outro é o Aeroporto de Taipé Songshan, localizado dentro dos limites da cidade de Taipé, que serviu Taipé como seu aeroporto internacional até 1979, mas agora é usado apenas para voos nacionais e voos internacionais vindos de aeroportos menores da China Continental, Japão e Coreia do Sul, além de voos charter.

## História
Na década de 1970, o aeroporto original de Taipé, Aeroporto de Taipé Songshan, atingiu o máximo do seu volume de tráfego aéreo e não podia ser expandido. Assim, a construção de um novo aeroporto foi planeada.
O novo aeroporto abriu o seu primeiro terminal a 21 de Fevereiro de 1979, como parte do programa "Dez Grande Projectos de Infra-estruturas" iniciado pelo governo da República da China durante os anos 1970. No princípio, o aeroporto era para ser inaugurado sob o nome Aeroporto Internacional de Taoyuan, mas a foi renomeado para Aeroporto Internacional Chiang Kai-shek, em memória do antigo Presidente da República da China Chiang Kai-shek. Em 2006 recebe definitivamente o nome Aeroporto Internacional de Taiwan Taoyuan.
A sobrelotação do aeroporto levou à construção do Terminal 2, que abriu ao público a 29 de Julho de 2000. Nesse dia, apenas os balcões da Eva Air abriram, desenhados especificamente para cargas e mercadorias. A outra metade, os balcões da China Airlines, abriu para passageiros a 21 de Janeiro de 2005.

## Companhias Aéreas
Lista dos companhias aéreas que opera no aeroporto do CKS e os principais destinos dos voos:

### Terminal I
- Angkor Airways (Angkor)
- Air Macau (Macau)
- Cathay Pacific (Fukuoka (Fukuoka), Hong Kong, Nagoya Central, Osaka-Kansai, Seul-Incheon, Tóquio - Narita)
- China Airlines (Abu Dhabi, Ámsterdam, Bangkok, Chiang Mai, Denpasar/Bali, Francfurt, Hanói, Ho Chi Minh City, Hong Kong, Phuket, Jacarta, Kaohsiung, Kuala Lumpur, Manila, Nova Délhi, Penang, Phnom Penh, Roma - Fiumicino, Seul, Singapura, Viena)
- Mandarin Airlines (Asahikawa, Cebu, Hakodate, Ishigaki, Kaohsiung, Miyazaki, Nagasaki, Subic, Toyama, Wajima, Yangon)
- Jetstar Asia (Singapura)
- Korean Air (Seul - Incheon)
- Malaysia Airlines (Kota Kinabalu, Kuala Lumpur, Los Angeles)
- Pacific Airlines (Ho Chi Minh City)
- Philippine Airlines (Manila)
- Thai Airways International (Bangkok, Hong Kong, Phuket, Seul - Incheon)
- Vietnam Airlines (Hanói, Ho Chi Minh City)

### Terminal II
- Air Nippon (Nagoya Central, Tóquio-Narita)
- Asiana Airlines (Seul-Incheon)
- China Airlines (Anchorage, Brisbane, Fukuoka, Guam, Hiroshima, Honolulu, Houston-Intercontinental, Los Angeles, Nagoya Central, Nova York-JFK, Okinawa, Osaka-Kansai, San Francisco, Sapporo, Seattle/Tacoma, Sydney, Tóquio-Narita, Vancouver)
- EVA Air (Amsterdã, Auckland, Bangkok, Brisbane, Denpasar/Bali, Fukuoka, Hanói, Ho Chi Minh City, Hong Kong, Honolulu, Jacarta, Kaohsiung, Kuala Lumpur, Londres-Heathrow, Los Angeles, Macau, Manila, Mumbai, Nagoya Central, Newark, Osaka-Kansai, Paris-Charles de Gaulle, Phnom Penh, San Francisco, Sapporo, Seattle/Tacoma, Sendai, Seul-Incheon, Singapura, Surabaya, Tóquio-Narita, Vancouver, Viena, Vietiene)
- Uni Air (Kaohsiung)
- Japan Airlines (Nagoya Central, Osaka-Kansai, Tóquio-Narita)
- KLM Royal Dutch Airlines (Amsterdã, Bangkok)
- Lufthansa (Bangkok, Hong Kong, Frankfurt)
- Singapore Airlines (Los Angeles, Singapura)
- United Airlines (Chicago-O'Hare, Nagoya Central, San Francisco [nonstop], Tóquio-Narita)